# El Regassol
|  | Per a altres significats, vegeu «Regassol». |

El Regassol és una de les masies històriques del poble de Riells del Fai, en el terme municipal de Bigues i Riells, al Vallès Oriental. És al nord-oest del terme i al sud-oest del poble al qual pertany. És a prop, al costat de ponent, de la carretera de Riells del Fai. Va donar el nom a la urbanització Can Regassol.